# Jean-Victor Bertin

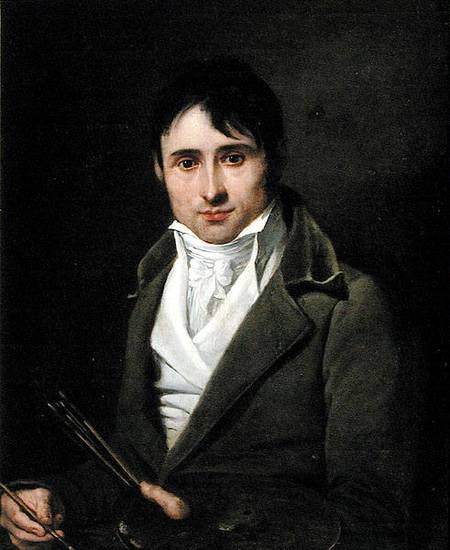
Jean-Victor Bertin auf einem Gemälde von Robert Lefèvre

Jean-Victor Bertin (* 20. März 1767 in Paris; † 11. Juni 1842 ebenda) war ein französischer Maler und einer der bekanntesten Landschaftsmaler seiner Zeit.

## Leben
Jean-Victor Bertin wurde am 20. März 1767 als Sohn eines Perückenmachers in Paris geboren.
Ab 1785 studierte er in Paris an der Königlichen Akademie für Malerei und Skulptur (Académie royale de peinture et de sculpture) Malerei bei Gabriel François Doyen (1726–1806). Später war er auch Schüler von Pierre-Henri de Valenciennes (1750–1819).
Ab 1793 stellte er seine Gemälde regelmäßig im Salon de Paris (Pariser Salon) aus, 1808 wurde er sogar mit einer Goldmedaille ausgezeichnet.
Von seinen zahlreichen Schülern wurden später einige bekannte Maler, wie...
- Antoine-Félix Boisselier (1790–1857),
- Léon Cogniet (1794–1880),
- Jean-Baptiste Camille Corot (1796–1875),
- Charles-François Daubigny (1817–1878),
- André Jolivard (1787–1851) und
- Achille Etna Michallon (1796–1822).

Jean-Victor Bertin starb am 11. Juni 1842 im Alter von 75 Jahren in Paris.